# Matthias Scharer
Matthias Scharer (* 1. April 1946 in Mauerkirchen, Oberösterreich) ist ein österreichischer römisch-katholischer Theologe.
Scharer studierte römisch-katholische Theologie und Pädagogik. Von 1976 bis 1979 war Scharer als Gymnasiallehrer für Katholische Religion tätig. Von 1989 bis 1996 war Scharer Professor für Pädagogik, Religionspädagogik und Katechetik an der Theologischen Fakultät der Katholisch-Theologischen Privatuniversität Linz. Seit 1996 ist als Professor für Katechetik und Religionspädagogik an der Theologischen Fakultät der Universität Innsbruck tätig.
Matthias Scharer lehrt Themenzentrierte Interaktion nach Ruth Cohn als Graduierter des Ruth-Cohn-Instituts.
Scharer ist verheiratet und hat drei Kinder.

## Werke (Auswahl)

### Publikationen in Buchform

#### Herausgeber

##### Reihen
- (Hrsg.), zusammen mit Bernd Jochen Hilberath und Bradford Hinze, Reihe Kommunikative Theologie - interdisziplinär Communicative Theology - Interdisciplinary Studies, seit 2006.
- (Hrsg.), Reihe Kommunikative Theologie, seit 2002.

##### Einzelbände
- (Hrsg.), gemeinsam mit Brad E. Hinze (Hrsg.) und Bernd Jochen Hilberath, Kommunikative Theologie: Zugänge - Auseinandersetzungen -  Ausdifferenzierungen / Communicative Theology: Approaches - Discussions - Differentiation, (= Kommunikative Theologie, Band 14), LIT-Verlag, Münster-Hamburg-Berlin-Wien-London-Zürich 2010, ISBN 978-3-643-50126-4.

#### Autor
- Mit Bernd Jochen Hilberath: The Practice of Communicative Theology. Introduction to a New Theological Culture, Crossroad Publishing Company, New York 2008, ISBN 978-0-8245-2560-6
- Mit Johannes Panhofer und Roman Siebenrock: Erlöstes Leiten. Eine kommunikativ-theologische Intervention, Matthias-Grünewald-Verlag (= Kommunikative Theologie, Band 8), Mainz 2007, ISBN 978-3-7867-2682-1
- Mit Christoph Drexler: An Grenzen lernen. Neue Wege in der theologischen Didaktik, Matthias-Grünewald-Verlag (= Kommunikative Theologie, Band 6), Mainz 2004, ISBN 3-7867-2519-5
- Sich nicht aus dem Herzen verlieren. Von der spirituellen Kraft der Beziehung, Kösel, München 2003, ISBN 3-466-36622-4.
- Mit  Bernd Jochen Hilberath: Kommunikative Theologie. Eine Grundlegung, Matthias-Grünewald-Verlag (= Kommunikative Theologie, Band 1), 2. überarb. Aufl., Mainz 2003, ISBN 3-7867-2384-2
- Mit Bernd Jochen Hilberath: Firmung - Wider den feierlichen Kirchenaustritt. Theologisch-praktische Orientierungshilfen, Matthias-Grünewald-Verlag, Innsbruck-Wien 2000, Tyrolia, ISBN 3-7867-2114-9.
- Begegnungen Raum geben. Kommunikatives Lernen in Gemeinde, Schule und Erwachsenenbildung, Mainz a. Rhein: Matthias-Grünewald-Verlag, 1995, ISBN 3-7867-1859-8.
- Abschied vom Kinderglauben. Handbuch zu "Miteinander unterwegs". Salzburg, Wien: Otto Müller, 1994, ISBN 3-7013-0892-6.
- Leben, Glauben lernen - lebendig und persönlich bedeutsam. Handbuch zu "Miteinander glauben lernen". Salzburg, Wien: Otto Müller 1988, ISBN 3-7013-0734-2.
- Thema-Symbol-Gestalt. Religionsdidaktische Begründung eines korrelativen Religionsbuchkonzeptes auf dem Hintergrund themen-(R.C.Cohn)/symbolzentrierter Interaktion unter Einbezug gestaltpädagogischer Elemente, Graz - Wien [u. a.]: Styria 1987. ISBN 3-222-11802-7.

### Beiträge in Sammelwerken
- Kommunikative Theologie als Lernprozess, in: Rupp, Horst F.: Lebensweg, religiöse Erziehung und Bildung. Religionspädagogik als Autobiographie (= Forum zur Pädagogik und Didaktik der Religion, Neue Folge, Band 5). Würzburg 2014, Königshausen & Neumann, ISBN 978-3-8260-5226-2, S. 277–291.
- Hermann Stenger und Franz Weber - Proponenten eines guten Lebens für alle. Im Gespräch mit einem impliziten und einem expliziten Kommunikativen Theologen, in: Anna Findl-Ludescher (Hrsg.), Elke Langhammer (Hrsg.), Johannes Panhofer (Hrsg.), Gutes Leben - für alle? Theologisch-kritische Perspektiven auf einen aktuellen Sehnsuchtsbegriff (= Kommunikative Theologie - interdisziplinär, Band 16), Wien u. a. LIT-Verlag 2012, S. 337–360.
- Von der Themenzentrierten Interaktion (TZI) zur Kommunikativen Theologie. Ein Weg in die Weite in: Matthias Scharer (Hrsg.), Brad E. Hinze (Hrsg.), Bernd Jochen Hilberath (Hrsg.), Kommunikative Theologie: Zugänge - Auseinandersetzungen - Ausdifferenzierungen / Communicative Theology: Approaches - Discussions - Differentiation, (= Kommunikative Theologie, Band 14), LIT-Verlag, Münster-Hamburg-Berlin-Wien-London-Zürich 2010, ISBN 978-3-643-50126-4, S. 27–43.
- Die religionspädagogische Bedeutung der Arbeit Albert Höfers. Versuch einer kritischen Würdigung, in: H. Neuhold, Leben fördern - Beziehung stiften. Gestaltpädagogik - Religionsunterricht - Seelsorge. Festschrift für Albert Höfer. Eigenverlag 1997, S. 23–31.
- Theologie, Glaubenskommunikation und Themenzentrierte Interaktion. Zum gegenwärtigen Stand der Diskussion, in: Karl Josef Ludwig (Hrsg.), Im Ursprung ist Beziehung. Theologisches Lernen als themenzentrierte Interaktion. Mainz am Rhein 1997, ISBN 3-7867-2005-3, S. 121–127.
- TZI - Theologie - Glaubenserschließung. Vom didaktischen Rezept zur theologischen Hermeneutik des Lebens, in: Karl Josef Ludwig (Hrsg.), Im Ursprung ist Beziehung. Theologisches Lernen als themenzentrierte Interaktion. Mainz am Rhein 1997, ISBN 3-7867-2005-3, S. 90–105.